# Крузейру-ду-Уэсти
Крузейру-ду-Уэсти (порт. Cruzeiro do Oeste) — муниципалитет в Бразилии, входит в штат Парана. Составная часть мезорегиона Северо-запад штата Парана. Входит в экономико-статистический микрорегион Умуарама. Население составляет 17 681 человек на 2006 год. Занимает площадь 779,222 км². Плотность населения — 22,7 чел./км². Праздник города — 26 августа.
В муниципалитете родился известный марафонец Вандерлей де Лима.

## История
Город основан в 1952 году.

## Статистика
- Валовой внутренний продукт на 2003 год составляет 106 607 282,00 реалов (данные: Бразильский институт географии и статистики).
- Валовой внутренний продукт на душу населения на 2003 год составляет 5656,76 реалов (данные: Бразильский институт географии и статистики).
- Индекс развития человеческого потенциала на 2000 год составляет 0,751 (данные: Программа развития ООН).